# Yihad Islámica para la Liberación de Palestina
La Yihad Islámica para la Liberación de Palestina (acortado como YILP) fue un grupo chiita libanés que se atribuyó secuestro el 24 de enero de 1987 de 3 profesores estadounidenses y uno indio (Alann Steen, Jesse Turner, Robert Polhill y Mithaleshwar Singht) de la Universidad Americana de Beirut, al oeste de Beirut. Finalmente fueron liberados.

## Secuestro
El 24 de enero de 1987, Alann Steen, Jesse Turner, Robert Polhill y Mithileshwar Singh fueron secuestrados por militantes desconocidos disfrazados de elementos de la policía libanesa, posteriormente identificados como Yihad Islámica para la Liberación de Palestina (YILP) Los secuestrados eran empleados de la universidad, que dejaron de vivir en los apartamentos del campus por razones de seguridad, pero fueron perseguidos por sus captores.
 Los milicianos de la YILP exigían la liberación de 100 presos árabes en Israel a cambio de la liberación de los catedráticos, a lo que autoridades israelíes se negaron a acatar el intercambio.
Durante las primeras semanas del secuestro, el profesor Alann Steen empezó a tener complicaciones en su salud, relatando algunos de los secuestrados que su estado de salud era deplorable.Después de algunas semanas, el profesor comenzó a mejorar su salud, agradeciendo a sus captores por el cuidado en las cintas publicadas por sus secuestradores.

### Liberación de los rehenes
No fue hasta el 4 de octubre de 1988, es liberado Mithileshwar Singh, después de diez meses de cautiverio, entregado a autoridades sirias las cuáles entregaron a miembros de las fuerzas estadounidenses. Las autoridades estadounidenses remarcaron que la liberación de Singh se dio sin la necesidad de acuerdos o negociaciones con los secuestradores. No fue hasta el 23 de abril de 1990, cuando finalmente es liberado Robert Polhill después de 39 meses de cautiverio. Polhill terminaría falleciendo a la edad de 65 años en el hospital universitario de la Universidad de Georgetown el 3 de julio de 1999 debido a complicaciones con el cáncer.
Meses después, el 21 de octubre de 1991 la YILP liberá a Jesse Turner después de tenerlo retenido cerca de cuatro años. Seis días después, Turner ya se encontraba en los Estados Unidos. Semanas después, el 3 de diciembre es liberado el último rehén estadounidense Alann Steen, oficialmente el penúltimo rehén estadounidense en suelo libanes.